# Брок, Артур Александрович
Артур Александрович Брок (нем. Arthur Heinrich Brock; 1867—1940) — преподаватель древних языков и римской словесности, профессор.

## Биография
Родился 17 (29) июня 1867 года в Дерпте.
В 1884 году окончил Псковскую губернскую гимназию и поступил на историко-филологический факультет Дерптского университета, где учился до 1889 года, окончив курс со степенью кандидата. С осени 1889 до весны 1891 года слушал лекции в Бонне и Берлине. По возвращении, в конце 1891 года сдал магистерский экзамен.
В 1892—1898 годах преподавал древние языки в частной гимназии Р. фон Цедельмана. В 1897 году Киевским университетом был удостоен степени магистра римской словесности и с октября 1897 года стал читать в качестве приват-доцента лекции в Юрьевском университете.
В 1898 году, 29 марта получил должность экстраординарного профессора римской словесности в Историко-филологическом институте князя Безбородко в Нежине; 16 декабря того же года был избран учёным секретарём конференции. Со 2 июля 1901 года — ординарный профессор и статский советник.
С 1 сентября 1901 года до 1918 года был директором Реформатского училища в Санкт-Петербурге; был произведён в чин действительного статского советника.
В 1926—1930 годах — профессор Ленинградского университета и Педагогического института.

## Семья
В июне 1894 года женился (в Риге) на Валерии Блумберг (1871—?). У них было четверо детей, в их числе Александр (1903—?), ставший профессором Томского университета.